# 澳門特別行政區政府2020年財政年度施政報告
澳門特別行政區政府2020年財政年度施政報告是澳門第5任行政長官賀一誠於2020年發表的任內第一份施政報告。過往施政報多於12月公佈下一年的施政報告，但因為賀一誠於2019年12月才上任，才改為2020年公佈施政報告。

## 日程
原本於3月24日，新聞局仍發出新聞稿指出未訂下施政報告公佈時間，但期後於4月14日宣佈行政長官賀一誠將於4月20日發表2020年度施政報告，具體日程如下表：
| 日期及時間            | 相關人員 | 事項                           |
| --------------------- | -------- | ------------------------------ |
| 4月20日 15:00         | 賀一誠   | 發表《2020年財政年度施政報告》 |
| 4月21日 15:00 - 18:00 | 賀一誠   | 回答議員對施政報告             |
| 4月24日 15:00 - 24:00 | 張永春   | 行政法務領域施政辯論           |
| 4月27日 15:00 - 24:00 | 李偉農   | 經濟財政領域施政辯論           |
| 4月29日 15:00 - 24:00 | 黃少澤   | 保安領域施政辯論               |
| 5月4日 15:00 - 24:00  | 歐陽瑜   | 社會文化領域施政辯論           |
| 5月6日 15:00 - 24:00  | 羅立文   | 運輸工務領域施政辯論           |

## 官方資訊
| 施政文本/方針                       | 備注                        |
| ----------------------------------- | --------------------------- |
| 施政報告文本                        | 存檔                        |
| 施政報告重點                        | 存檔                        |
| 各範疇施政方針                      | 存檔                        |
| 行政法務領域                        | 存檔                        |
| 張永春司長引介                      | 存檔                        |
| 經濟財政領域                        | 存檔                        |
| 李偉農司長引介                      | 存檔                        |
| 保安領域                            | 存檔                        |
| 黃少澤司長引介                      | 存檔                        |
| 社會文化領域 （页面存档备份，存于） | 存檔 （页面存档备份，存于） |
| 歐陽瑜司長引介                      | 存檔                        |
| 運輸工務領                          | 存檔                        |
| 羅立文司長引介                      | 存檔                        |
| 廉政領域                            | 存檔                        |
| 審計領域                            | 存檔                        |

## 施政方向[5]

### 總體方向
2020年施政的總體方向是：“抗疫情、保就業、穩經濟、顧民生、推改革、促發展”。

### 主要工作目標
2020年施政的主要工作目標是：有效防控疫情，社會經濟恢復正常秩序，經濟逐步復甦，公共行政改革和經濟適度多元等重點施政工作有序推進，失業率和綜合消費物價指數力爭維持在較低水平，居民生活保持基本穩定，經濟及金融體系維持穩健，區域合作深入展開，參與粵港澳大灣區工作有新的進展。

### 處理要點
1. 堅守“一國”之本與善用“兩制”之利的關係。
2. 用好中央支持澳門發展的政策與發揮澳門所長、服務國家發展大局之間的關係。
3. 博彩旅遊業健康發展與促進經濟多元發展之間的關係。
4. 保障本地居民就業權益與引入外地人力資源之間的關係。
5. 發展經濟與改善民生之間的關係。
6. 處理好穩定、發展與改革之間的關係。

## 施政重點
1. 抗疫情保穩定，疫後提振經濟
2. 推進行政改革，提升治理水平
3. 精準紓解民困，切實改善民生
4. 優化人才政策，加強教青工作
5. 加強城市規劃，建設智慧城市
6. 發展多元文化，促進人文交流
7. 加強廉政審計，確保廉潔高效
8. 維護穩定大局，築牢安全防線

## 預算
| 類別                 | 收入                 | 支出                 |
| -------------------- | -------------------- | -------------------- |
| 一般綜合預算         | MOP$ 115,472,595,900 | MOP$ 114,643,708,700 |
| 特定機構彙總預算     | MOP$ 18,547,508,200  | MOP$ 26,270,098,800  |
| 特定機構彙總投資預算 | -                    | MOP$ 318,849,900     |

## 報告及辯論重點

### 房屋政策
- 房屋分五階段

賀一誠回應，政府將對本澳房屋進行中長遠計劃及結構總結，將房屋分為五個階段：
|   | 階梯           | 政策 |
| - | -------------- | --- |
| 1 | 社屋           | 過去政府已完成，沒有指出興建數量                                                                                                |
| 2 | 經屋           | 計劃興建上屆政府編排的新城A區28,000個房屋，3,000個單位一定會完成，之後不會為建而建，要評估。                                    |
| 3 | 夾心階層房屋   | 等待定義中 |
| 4 | 面向長者的公寓 | 規劃只租不賣的長者公寓，計劃P地段建2000多個，但仍要立法。                                                                       |
| 5 | 私樓           | 現時7成澳門居民都擁有私人物業，顧及他們的利益，不能造成負資產，不能無限興建經屋，一定要有數據支持。計劃將把一部份土地發展私樓。 |

- 澳人澳地

對於“澳人澳地”，賀一誠回應，經屋只會賣比澳門居民。
- 經屋停建

賀一誠指出：「經屋不能爲起而起，不能無限興建，一定要有數據支持」、「政府也要顧及私樓市場，把一部份土地發展私樓」、「現時7成澳門居民都擁有私人物業，也要顧及他們的利益，不能造成負資產。」。
- 澳門新街坊

賀一誠指出橫琴“澳門新街坊項目”將提供約4,000個單位，計劃於5年內完成，會設有社區設施。
- 都市更新

澳門都市更新仍未完成總結報告，但使了推動都市更新，將會於黑沙環P地興建2,300個暫住房。業主願意搬到暫住房，政府可以不收租金，但都市更新建築成本需由業主共同負擔。

### 產業政策
- 高等教育產業化

賀一誠指出，澳門現有的大學依賴政府資金才能運作，而且本地生數量不足，招收大量的外地學生，收費低廉。對澳門貢獻有限，卻損失澳門不少資源。希望學習英美方式，推行高等教產業化。

### 基建
- 輕軌

計劃開展輕軌東線的諮詢，開展石排灣線和橫琴線的工程。
- 興建甲級寫字樓

因為澳門土地資源稀少，沒有高質素的寫字樓。所以賀一誠認為，即使澳門稅收低，也無法吸引大公司來澳門。所以考慮以“飛地”政策去建甲級寫字樓予大公司落地。
- 加大加快公共工程

時逄博彩公司停止基建投資，工程訴訟完結，A區沉降完成種種的好時機，賀一誠指政府將大力進行公共工程。

## 社會反應/爭議

### 司長稱為選票才發聲、議員立法會離場抗議
於2020年4月29日舉行的針對保安領域施政辯論的施政辯論會，議員蘇嘉豪指出保安部隊超時工作時數沒有制定上限的問題。而保安司司長黃少澤在回應時說到「唔可以為咗選票，就一切都為咗呢樣嘢去進攻」，指議員為了選票才發聲提出問題。此舉，引起蘇嘉豪不滿，會上要求發言，但被主席高開賢禁止，最後離場抗議，並發出聲明抗議。

### 國有土地不能當停車位
運輪工務司司長羅立文於施政辯論會上，回答議員時，提到澳門有超過90%的土地系國有土地，而根據立法會通過的土地法，國有土地是不可以作為停車場。而現時已作為停車用途的土地，司長回答「我已經當睇唔到」。

## 成果及效益
政府財政
2020年6月1日，行政長官賀一誠於中聯辦舉行全國兩會精神傳達會上發表講話，提到澳門政府的財政收入因為疫情影響而大幅度下跌，政府將會更加節省開支，明确指出已要求各個部門非人工開支要減少一成。

傑出的防疫表現
因應2019冠狀病毒病澳門疫情，賀一成以及其官員，反應十分快速，推出各項有效而且深受市民認同的防疫安排，最受市民滿意的是推出口罩保障計劃。令澳門成為世界少數沒有封關，防疫成功的地區或城市。於經濟援助方面，亦推出消費補貼計劃，幫助中小企業。

### 政府總結
賀一誠於2020年11月16日發佈澳門特別行政區政府2021年財政年度施政報告時，先就政府於2020年進行簡要回顧和總結。主要內容為以下九點：
1. 疫情防控工作取得階段性成效
2. 採取有效措施穩經濟保就業保民生
3. 民生建設工作逐步優化
4. 公共行政改革和法制建設有序推進
5. 城市建設陸續展開
6. 教育及青年工作逐步加強
7. 文化及體育工作持續推進
8. 維護國家安全和城市安全工作不斷加強
9. 區域合作逐步推進

## 外部連結
- 行政長官辦公室網站 （页面存档备份，存于）
- 施政報告專題網站 （页面存档备份，存于）
- 行政長官辦公室專屬Youtube頻道 （页面存档备份，存于）